# Одеський палац спорту
Комунальне підприємство «Спортивно-концертний комплекс „Одеський Палац спорту“» (КП «СКК Одеський Палац спорту») — найбільша крита спортивно-видовищна споруда Одеси, розташована у Приморському районі.

## Основні напрямки діяльності
КП «СКК Одеський Палац спорту» надає послуги з організації спортивних, концертних, виставкових та ремкламних заходів. 

## Історія Палацу спорту

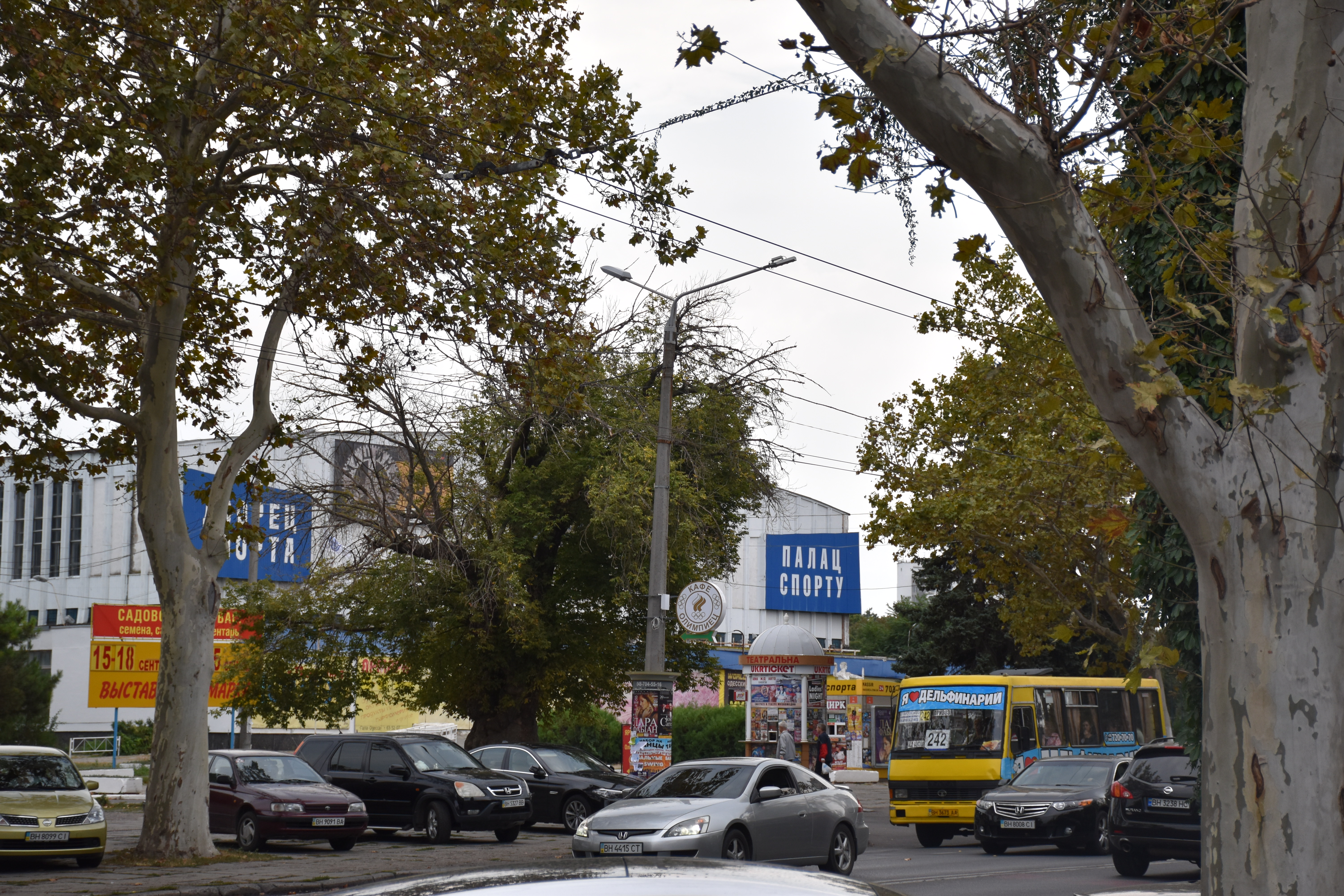

Одеський Палац Спорту був введений в експлуатацію 5 грудня 1975 року.
За час його роботи було проведено понад 700 великих змагань, більше 300 концертів та 100 виставок.

## Інфраструктура
На території СКК розташований тренажерний зал, зал шейпінгу, фітнесу, степ- аеробіки, зал східних єдиноборств, зал альпінізму, йоги, спеціалізований спортивний центр індивідуальної підготовки фігуристів та хокеїстів.
У листопада 2016 року було завершено встановлення нового холодильного обладнання в палаці спорту, а 6 листопада 2016 року відбувся святковий концерт на честь відкриття льодової арени, яка з 1996 року не діяла, на якому виступили випускники та вихованці СДЮШОР «Крижинка», серед яких були: Віктор Петренко, В'ячеслав Загороднюк та Руслан Гончаров.